# Olly Alexander
Oliver Alexander Thornton (Yorkshire, 15 de julho de 1990) é um cantor e  compositor britânico. Ele é mais conhecido por ser o vocalista da banda Years & Years. Representou o Reino Unido no Festival Eurovisão da Canção 2024.

## Discografia

### Álbuns de estúdio
| Título | Detalhes | Posições nas paradas | Posições nas paradas |
| Título | Detalhes | UK                   | ESC                  |
| ------ | --- | -------------------- | -------------------- |
| Polari | - Lançamento: 7 de fevereiro de 2025 - Gravadora: Polydor - Formatos: CD, LP, cassete, download digital, streaming | 17                   | 6                    |

### Álbuns de compilação
| Título  | Detalhes                                                                                     |
| ------- | -------------------------------------------------------------------------------------------- |
| Odyssey | - Lançamento: 3 de maio de 2024 - Gravadora: Polydor - Formatos: download digital, streaming |

### Singles
| Título                                                                             | Ano  | Posições nas paradas | Posições nas paradas | Posições nas paradas | Posições nas paradas | Álbum         |
| Título                                                                             | Ano  | UK                   | LTU                  | NZ Hot               | SWE Heat.            | Álbum         |
| ---------------------------------------------------------------------------------- | ---- | -------------------- | -------------------- | -------------------- | -------------------- | ------------- |
| "Dizzy"                                                                            | 2024 | 42                   | 12                   | —                    | 1                    | Polari        |
| "Cupid's Bow"                                                                      | 2024 | —                    | —                    | —                    | —                    | Polari        |
| "Archangel"                                                                        | 2024 | —                    | —                    | —                    | —                    | Polari        |
| "When We Kiss"                                                                     | 2025 | —                    | —                    | —                    | —                    | Polari        |
| "Whisper in the Waves"                                                             | 2025 | —                    | —                    | —                    | —                    | Polari        |
| "Desire" (com Ian Asher)                                                           | 2025 | —                    | —                    | 27                   | —                    | Single avulso |
| "—" indica um single que não entrou na parada ou não foi lançado nesse território. |      |                      |                      |                      |                      |               |

#### Singles promocionais
| Título                         | Ano  | Álbum         |
| ------------------------------ | ---- | ------------- |
| "Kite" (com Benjamin Ingrosso) | 2024 | Single avulso |
| "Desire" (com Jaxomy)          | 2024 | Single avulso |
| "Polari"                       | 2024 | Polari        |

## Filmografia

### Cinema
| Ano  | Titulo                           | Papel           | Notas |
| ---- | -------------------------------- | --------------- | ----- |
| 2008 | Summerhill                       | Ned             |       |
| 2009 | Bright Star                      | Tom Keats       |       |
| 2009 | Tormented                        | Jason Banks     |       |
| 2009 | Enter the Void                   | Victor          |       |
| 2009 | Dust                             | Elias           |       |
| 2010 | The Fades                        | Ele mesmo       |       |
| 2010 | Gulliver's Travels               | Príncipe August |       |
| 2010 | The Dish & the Spoon             | Boy             |       |
| 2012 | Great Expectations               | Herbert Pocket  |       |
| 2012 | Cheerful Weather for the Wedding | Tom             |       |
| 2013 | Le Week-End                      | Michael         |       |
| 2014 | God Help the Girl                | James           |       |
| 2014 | The Riot Club                    | Toby Maitland   |       |
| 2015 | Funny Bunny                      | Titty           |       |

### Televisão
| Ano  | Titulo         | Papel          | Notas                                  |
| ---- | -------------- | -------------- | -------------------------------------- |
| 2009 | Lewis          | Hayden Wishart | Episódio "Allegory of Love"            |
| 2013 | Skins          | Jakob          | Episódio "Pure" Parte 1 e 2            |
| 2014 | Penny Dreadful | Fenton         | Episódios "Resurrection" e "Demimonde" |
| 2021 | It's a Sin     | Ritchie Tozer  | Episódios 1 a 5                        |

### Teatro
| Ano  | Titulo          | Teatro               |
| ---- | --------------- | -------------------- |
| 2010 | The Aliens      | Bush Theatre         |
| 2012 | Mercury Fur     | Old Red Lion Theatre |
| 2013 | Peter and Alice | Noël Coward Theatre  |